# サンチョ2世 (カスティーリャ王)
サンチョ2世（スペイン語：Sancho II, 1040年 - 1072年10月7日）は、カスティーリャ王国の国王（在位：1065年 - 1072年）、後に兼レオン王（在位：1072年）。「強王（el Fuerte）」と呼ばれる。
カスティーリャ＝レオン王フェルナンド1世（大王）とその王妃であったレオン王アルフォンソ5世の王女サンチャの長子。カスティーリャ＝レオン王アルフォンソ6世（勇敢王）、ガリシア王ガルシア2世らの兄。
父の死後分割されたカスティーリャ＝レオン王国を統一すべく戦いに明け暮れたが、達成直前に暗殺された。また、著名な騎士エル・シッドの主君として知られている。

## 生涯
1063年、伯父のアラゴン王ラミロ1世がタイファの1つだったサラゴサ王国を攻撃すると、サラゴサがパリア（貢納金）をカスティーリャへ支払い従属していた関係から、カスティーリャ＝レオン王であった父の命令でエル・シッドと共に救援へ向かい、ラミロ1世を討ち取った。サラゴサはイスラム教徒だが、当時は宗教よりも保護関係が重要であった。
1065年、父の遺言により領土とタイファからのパリアを貰う権利が分割され、カスティーリャとサラゴサの貢物をサンチョ2世が、レオンとトレド王国の貢物をアルフォンソ6世が、ガリシアとセビリア王国の貢物をガルシア2世が、トロとサモラを王女で2人の姉エルビラとウラカがそれぞれ相続した（相続は王国全ての修道院とも）。しかし、サンチョ2世は分割に不満で領土を全て手に入れることを企てた。この頃にシッドを親衛隊長に抜擢したとされている。
母も1067年に亡くなると軍事行動を開始、「三サンチョの戦い」で、サンチョ2世は従兄弟であるナバラ王サンチョ4世とアラゴン王サンチョ1世を破り、ブレバ、アルタ・リオハ、アラバを征服した。これらは父がナバラ王ガルシア3世（5世）へ、レオン王ベルムード3世に対抗する援助の代わりに与えた土地だった。
次いで翌1068年にサンチョ2世は次弟アルフォンソ6世と交戦したが、1071年に一転して手を結び末弟ガルシア2世をセビリアへ追放、ガリシアを征服した。翌1072年1月にアルフォンソ6世を裏切り、シッドの活躍もありルランタダとゴルペヘラでアルフォンソ6世を破って王位を奪い、レオンも併合した。アルフォンソ6世はブルゴスで幽閉されたがサモラ領主となっていた姉ウラカの手引きでトレドへ亡命し、残るはサモラのみとなった。
しかしウラカはサモラを要塞化、アルフォンソ6世の家臣ペドロ・アンスレス伯と結託して、サンチョ2世に対し頑強に抵抗した。そして攻城戦の最中の10月7日、ベイード・ドルフォス（Vellido Dolfos）という男がサモラ守備隊の秘密を漏らす脱走兵のふりをして陣に潜入し、サンチョ2世を暗殺した（事件は叙事詩『わがシッドの歌』に描かれている）。暗殺事件の黒幕はアルフォンソ6世とウラカであるといわれるが定かではない。また、この2人は近親相姦の関係にあったという噂も流れた。
サンチョ2世は未婚で嗣子はなく、帰還したアルフォンソ6世がカスティーリャとレオン両方の王位を嗣いだ。そして、セビリアから戻ったガルシア2世も1073年に捕らえて1090年に死ぬまでルナ城へ幽閉、ガリシアも手に入れたアルフォンソ6世が領土を統一した。